# Epyx
Epyx (in precedenza Automated Simulations) è stata una azienda statunitense di sviluppo e pubblicazione di videogiochi, attiva dalla fine degli anni settanta fino all'inizio degli anni novanta.

## Storia
L'azienda è stata fondata da Jim Connelley e Jon Freeman nel 1978 come Automated Simulations; il nome Epyx veniva utilizzato come etichetta per i soli videogiochi d'azione, mentre nel 1983 venne deciso di sostituirlo al nome originale.
Nel corso degli anni, Epyx ha pubblicato molti titoli popolari: il primo titolo di un certo spessore è stato Temple of Apshai, datato 1979; uno dei primi grandi successi Jumpman. Tuttavia Epyx viene particolarmente ricordata per le serie sportive multievento California Games, Winter Games e World Games, oltre che per l'innovativo Impossible Mission. Fu anche editrice in America di alcuni successi prodotti originariamente in Europa, spesso con titolo modificato, ad esempio Barbarian: The Ultimate Warrior, rinominato Death Sword. Nel 1986 Epyx conosce il suo momento migliore, ed è dotata di circa 200 impiegati.
Nel 1989 Epyx, dopo una serie di "decisioni errate" deve dichiarare bancarotta; l'azienda tuttavia, nel frattempo ridotta a soli otto impiegati, rimane aperta come sviluppatore (senza pubblicare più autonomamente i suoi titoli); nel 1993 viene chiusa definitivamente, e i diritti venduti ad un'altra azienda.

Questi ultimi nel 2006 vengono acquistati da System 3, con lo scopo di realizzare nuove versioni dei titoli Epyx per PlayStation Portable, Nintendo DS e Nintendo Wii.

## Hardware
Epyx ha commercializzato anche dell'hardware: fra tutti l'Epyx FastLoad, una espansione per Commodore 64 in grado di aumentare la velocità di caricamento dei videogiochi. Nel 1986 ha cominciato lo sviluppo di una console portatile chiamata "Handy", progetto poi ceduto all'Atari per mancanza di fondi che lo ha portato a termine come Atari Lynx.

## Videogiochi prodotti
- 4x4 Off-Road Racing (1988)
- Axe of Rage (1988)
- Barbie (1984)
- Battle Bugs (1994)
- Battleship (1988)
- Blue Lightning (1989)
- Breakdance (1984)
- Boulder Dash Construction Kit (1986)
- California Games (1987)
- California Games II (1990)
- Championship Wrestling (1986)
- Chip's Challenge (1989)
- Chipwits (1984)
- Coil Cop (1987)
- Crush, Crumble and Chomp! (1981)
- The Datestones of Ryn (1979, serie Dunjonquest)
- Death Sword (1987)
- Destroyer (1986)
- Devon Aire in the Hidden Diamond Caper (1988)
- Dragonriders of Pern (1983)
- ElectroCop (1989)
- Fax (1983)
- Final Assault (1987)
- Fire One (1983)
- G.I. Joe: A Real American Hero (1985)
- The Games: Summer Edition (1988)
- The Games: Winter Edition (1988)
- Gates of Zendocon (1989)
- Gateway to Apshai (1983, serie Dunjonquest)
- Gun Fight (1983)
- Hellfire Warrior (1981, serie Dunjonquest)
  - The Keys of Acheron (1981)
  - Danger in Drindisti (1982)
- Hot Wheels (1985)
- Impossible Mission (1983)
- Impossible Mission II (1988)
- Invasion Orion (1979)
- Jabbertalky (1982)
- Jumpman (1983)
- Jumpman Junior (1983)
- L.A. Crackdown (1988)
- Legend of Blacksilver (1988)
- Lunar Outpost (1984)
- Mind-Roll (1988)
- Morloc's Tower (1980, serie Dunjonquest)
- The Movie Monster Game (1986)
- Oil Barons (1983)
- Omnicron Conspiracy (1989)
- Pitstop (1983)
- Pitstop II (1984)
- PlatterMania (1982)
- Project Neptune (1989)
- Purple Saturn Day (1989)
- Puzzle Panic (1984)
- Rad Warrior (1986)
- Rescue at Rigel (1980)
- Revenge of Defender (1988)
- Robots of Dawn (1984)
- Rogue: The Adventure Game (1983)
- Seawolf II (1983)
- Snow Strike (1990)
- Silicon Warrior (1984)
- Sorcerer of Siva (1981, serie Dunjonquest)
- Space Station Oblivion (1987)
- Spiderbot (1988)
- The Sporting News Baseball (1988)
- Starfire (1983)
- Starfleet Orion (1978)
- Star Warrior (1981)
- Street Cat (1988)
- Street Sports Baseball (1987)
- Street Sports Basketball (1987)
- Street Sports Football (1988)
- Street Sports Soccer (1988)
- Sub Battle Simulator (1987)
- Summer Games (1984)
- Summer Games II (1985)
- Super Cycle (1986)
- Sword of Fargoal (1982)
- Temple of Apshai (1979, serie Dunjonquest)
  - Upper Reaches of Apshai (1981)
  - Curse of Ra (1982)
- Temple of Apshai Trilogy (1985, serie Dunjonquest)
- Winter Games (1985)
- World Games (1986)
- World Karate Championship (1986)
- Zarlor Mercenary (1990)